# Antonio Donnarumma
Antonio Donnarumma (Castellammare di Stabia, 7 juli, 1990) is een Italiaans voetballer die als doelman speelt. Hij staat onder contract bij AC Milan en is de oudere broer van doelman Gianluigi Donnarumma.
Donnarumma speelde in de jeugd bij Juve Stabia en AC Milan. In 2009 kwam hij bij het eerste team maar debuteerde niet. Hij speelde wel op huurbasis bij Piacenza en Gubbio. In 2012 nam Genoa hem over en voor die club speelde hij één competitiewedstrijd. In het seizoen 2014/15 speelde Donnarumma op huurbasis voor Bari. In het seizoen 2015/16 speelde hij in Griekenland bij Asteras Tripolis. In 2017 keerde hij terug bij AC Milan waar zijn broer inmiddels de eerste doelman geworden was.